# Ostrovske, Nova Odesa
Ostrovske (în ucraineană Островське) este un sat în comuna Voronțivka din raionul Nova Odesa, regiunea Mîkolaiiv, Ucraina.

## Demografie
Componența lingvistică a localității Ostrovske
     Ucraineană (89,69%)
     Rusă (8,25%)
     Belarusă (2,06%)
Conform recensământului din 2001, majoritatea populației localității Ostrovske era vorbitoare de ucraineană (89,69%), existând în minoritate și vorbitori de rusă (8,25%) și belarusă (2,06%).